# القدرة على الحركة
القدرة على الحركة هو مخطط في المملكة المتحدة يهدف إلى تمكين الأشخاص ذوي الإعاقة وأسرهم ومقدمي الرعاية لهم من استئجار سيارة أو سكوتر أو كرسي متحرك كهربائي جديد. إنه مفتوح للمستفيدين من بعض إعانات الإعاقة، الذين يستبدلون مدفوعاتهم الأسبوعية بسيارة مستأجرة من خلال المخطط. يتم تضمين التأمين ورسوم المركبات وتغطية الأعطال، ويحق لعملاء المخطط الحصول على سيارة جديدة كل ثلاث سنوات.
تأسست شركة القدرة على الحركة في عام 1977 على يد اللورد ستيرلينج من بلايستو واللورد جودمان الراحل. إنها شراكة بين القطاع الخيري وحكومة المملكة المتحدة والبنوك الرائدة وقطاعي السيارات والتأمين، وتديرها شركة خاصة تسمى القدرة على الحركة شركة موتابيليتي للعمليات المحدودة، وتشرف عليها مؤسسة القدرة على الحركة الخيرية. أصبح الملك تشارلز الثالث الراعي الرئيسي في عام 2024.
وهي أكبر شركة تشغيل أسطول في أوروبا. في عام 2024، استحوذت الخطة على حوالي 1 من كل 5 سيارات جديدة تم شراؤها في المملكة المتحدة، مع 815000 شخص في الخطة، بزيادة 15% عن العام السابق. يقدم أكثر من 20 مصنعًا حاليًا سيارات من خلال هذا المخطط.

## التاريخ والبدايات
بحلول منتصف سبعينيات القرن العشرين، كان أكثر من 40% من الأسر في البلاد تمتلك سيارة ولكن الأشخاص ذوي الإعاقة كانوا ممثلين تمثيلاً ناقصاً. ولم يتلق أي مساعدة حكومية في مجال النقل سوى أولئك الذين كانوا قادرين على قيادة سياراتهم بأنفسهم، وعادة ما كانت هذه المساعدة تأتي في شكل دراجة ثلاثية العجلات زرقاء اللون غير قادرة على حمل الركاب.
تم تقديم بدل التنقل - والذي يسمى الآن مكون التنقل في PIP، والذي كان يُعرف سابقًا باسم بدل المعيشة للإعاقة - من قبل الحكومة في عام 1976 وتمت صياغته لتقديم المساعدة للأشخاص بغض النظر عن قدرتهم على القيادة. كما أشارت إلى التزام الحكومة بمنح الأشخاص ذوي الإعاقة خيارًا في شكل مخصص نقدي، بدلاً من فرض أنواع معينة من المركبات عليهم. يعود تاريخ إعانة التنقل للمتقاعدين من الحرب إلى ما قبل إعانة التنقل بعدد من السنوات. ومع ذلك، عندما قدمت الحكومة في وقت لاحق بدل التنقل، فقد حددته بمعدل أسبوعي أقل من معدل بدل التنقل للمتقاعدين من الحرب السائد. ويستمر هذا الاختلاف حيث يتم زيادة كل منهما سنويًا بنفس المقياس.
وسرعان ما أصبح من الواضح أنه على الرغم من النوايا الحسنة، فإن بدل التنقل لم يكن كبيراً بما يكفي لشراء وتشغيل حتى أصغر سيارة. وقد دعا وزير الصحة والخدمات الاجتماعية آنذاك اللورد جودمان الراحل و(اللورد الحالي) جيفري ستيرلنج إلى دراسة كيفية تمكين الأشخاص ذوي الإعاقة من استخدام هذا المخصص للحصول على مركبة بأسعار معقولة.
وهكذا، ولدت شركة القدرة على الحركة في عام 1977 لتمكين الأشخاص ذوي الإعاقة من شراء سيارة ذات جودة جيدة من أي مصنع مشارك، مع تأمين كامل وخدمة كاملة ومساعدة في حالة الأعطال. تم إنشاء القدرة على الحركة كجمعية خيرية حتى تتمكن أيضًا من جمع الأموال وتقديم المنح، من أجل توفير حزمة تنقل كاملة للعملاء حتى لو لم يكن مخصصهم يغطي نوع السيارة والتعديلات التي يحتاجون إليها.
في 25 يوليو 1978، حضر عشرة شباب حفل تسليم المركبات الأول التابع لمخطط القدرة على الحركة في إيرلز كورت في لندن وحصلوا على مفاتيح مركباتهم الجديدة من رئيس مجلس الإدارة آنذاك اللورد جودمان. كانت جولي نيوبورت، التي تعاني من إعاقة بسبب شلل الأطفال، واحدة من العشرة الذين حصلوا على مفاتيحها، وعلقت قائلة: "أعتقد أنه أمر رائع"، قائلة إن المخطط أعطى الأشخاص ذوي الإعاقة الحرية والاستقلال الذي أرادوه حقًا. وكان من بين الحاضرين أيضًا اللورد موريس، واللورد جينكين، وآلان بيرد، وجيفري ستيرلينج، رئيس شركة موتابيليتي الحالي. تمت معالجة حوالي 220 طلبًا في بداية المخطط.
في عام 2003، احتفلت شركة القدرة على الحركة بالذكرى الخامسة والعشرين لتأسيسها من خلال إنشاء حديقة في معرض تشيلسي للزهور. وتضمنت الحديقة سيارة موتابيليتي، وهي سيارة رينو كليو معدلة، لترمز إلى تمكين الأشخاص ذوي الإعاقة من الوصول إلى الأجزاء النائية من الريف.
في أكتوبر/تشرين الأول 2006، وصل المشروع إلى حاجز المليوني مركبة، وعلق جيفري ستيرلنج قائلاً: "تدور الحياة الأسرية حول الأشخاص ذوي الإعاقة، لذا فإنك إذا جعلت شخصًا ما قادرًا على التنقل فإنك لا تساعد مليوني شخص، بل ستة إلى ثمانية ملايين شخص".
في عام 2018، أشاد مكتب التدقيق الوطني بمعدلات رضا العملاء عن الخدمة، لكنه انتقد مستويات الأرباح والاحتياطيات التي تحتفظ بها المؤسسة الخيرية. كما أشاروا إلى انتقاد حوكمتها و"مكافآت المديرين التنفيذيين". وقد تم الترحيب بالرد على لجنة برلمانية عام 2019 للإفراج عن 343 مليون جنيه إسترليني من احتياطيها البالغ 2.5 مليار جنيه إسترليني باعتباره "خطوة أولى" لتحقيق أفضل استخدام لـ "مبالغها الضخمة".
وصف اللورد جودمان الراحل إنشاء شركة موتابيليتي في عام 1977 بأنه "الإنجاز الأكثر نجاحاً في مسيرتي المهنية والفكرة الأكثر حظاً التي خطرت ببالي على الإطلاق".

## الأهلية والنطاق
يُعد البرنامج متاحًا للأشخاص الذين يتلقون بعض فوائد الإعاقة في المملكة المتحدة:
- عنصر التنقل بمعدل أعلى من بدل المعيشة للإعاقة
- عنصر التنقل المعزز في مدفوعات الاستقلال الشخصي
- مكون التنقل بمعدل أعلى في اسكتلندا من مدفوعات الإعاقة للأطفال أو البالغين
- مدفوعات استقلال القوات المسلحة أو مكمل التنقل للمتقاعدين من الحرب.

يجب على المطالبين الذين يرغبون في التأجير من خلال القدرة على الحركة أن يكونوا قد تبقى لديهم مدة الجائزة لمدة اثني عشر شهرًا على الأقل عند تقديم الطلب، ولا يمكن استخدام عناصر أخرى من المزايا (على سبيل المثال مكونات الرعاية) لتمويل مركبة من خلال المخطط.
يقوم المشاركون في المخطط بتبادل بدل التنقل الخاص بهم لاستئجار مركبة، مع إجراء المدفوعات مباشرة من الدائرة الحكومية المسؤولة إلى عمليات التنقل. بالإضافة إلى ذلك، تتطلب بعض المركبات الأكثر تكلفة مبلغًا إضافيًا إجماليًا غير قابل للاسترداد يسمى "الدفعة المقدمة".
يقود حوالي ثلثي عملاء القدرة على الحركة سياراتهم الخاصة، ولكن يمكن لغير السائقين الحصول على سيارة كراكب. وبالمثل، يمكن للوالدين ومقدمي الرعاية أيضًا تقديم الطلبات نيابة عن طفل معاق من سن الثالثة.
اعتبارًا من عام 2022، تم توفير أكثر من أربعة ملايين سيارة منذ بدء المخطط. في عام 2024، اشترت شركة القدرة على الحركة ما يقرب من 20% من جميع السيارات الجديدة المباعة في المملكة المتحدة.

## التمويل
لا يتلقى المخطط أي تمويل عام مباشر باستثناء تحويلات مدفوعات الاستحقاقات. ومع ذلك، يستفيد المخطط من إعفاء ضريبي كبير، حيث أن المركبات معفاة من ضريبة القيمة المضافة وضريبة أقساط التأمين. وقد قدر مكتب التدقيق الوطني هذه الإعفاءات بمبلغ 888 مليون جنيه إسترليني في عام 2017، بناءً على إيرادات ذلك العام.
بفضل هذه الإعفاءات الضريبية، تزعم شركة القدرة على الحركة شركة موتابيليتي للعمليات المحدودة أن حزم التأجير الخاصة بها أرخص بنسبة 45% من البدائل التجارية.
بالإضافة إلى ذلك، تتوفر منح تعتمد على اختبار الوسائل من مؤسسة القدرة على الحركة الخيرية لأولئك الذين، بسبب طبيعة إعاقتهم، ليس لديهم خيار سوى اختيار مركبة تجتذب دفعة مقدمة، أو الذين قد يحتاجون إلى تعديلات خاصة غير ممولة بالفعل من خلال المخطط.

## بناء
يمكن تقسيم الهيكل التنظيمي للمخطط إلى قسمين: القدرة على الحركة، وهي مؤسسة خيرية مسجلة، والقدرة على الحركة شركة موتابيليتي للعمليات المحدودة (المعروفة سابقًا باسم القدرة على الحركة Finance Ltd)، وهي شركة مساهمة عامة مملوكة لأربعة بنوك مقاصة تدير مخطط تأجير السيارات والكراسي المتحركة الكهربائية نيابة عن القدرة على الحركة. ويهدف تقسيم المنظمة إلى توفير الضوابط والتوازنات وضمان المساءلة عن إدارة الأموال العامة. وقد اجتذبت الرواتب المدفوعة لإدارة شركة القدرة على الحركة مجموعة العمليات لشركة مساهمة عامة دعاية سلبية، حيث حصل الرئيس التنفيذي السابق مايك بيتس على إجمالي أجر قدره 948.243 جنيهًا إسترلينيًا في عام 2016، كما ورد في حسابات شركة القدرة على الحركة مجموعة العمليات لشركة مساهمة عامة. استقال بيتس في عام 2018.
القدرة على الحركة هي مؤسسة خيرية مسجلة وتتحمل المسؤولية الكاملة عن مخطط القدرة على الحركة، بما في ذلك:
- توجيه وإشراف المخطط؛
- جمع الأموال لتوفير المساعدة المالية من خلال المنح للعملاء الذين لن يتمكنوا من المشاركة في المخطط؛
- إدارة صندوق المركبات المتخصصة الحكومي الذي يقدم المساعدة المالية للعملاء الذين يحتاجون إلى تعديلات معقدة أو للسفر على الكراسي المتحركة؛ و
- تقديم الدعم الفني للعملاء وصناعة التكيف والتحويل.

تتمتع شركة القدرة على الحركة شركة موتابيليتي للعمليات المحدودة بالعقد الحصري لإدارة المخطط. ووفقا للجمعية الخيرية، يتم إعادة استثمار أي أرباح في المخطط أو التبرع بها لجمعية القدرة على الحركة الخيرية. في السنة المالية المنتهية في 30 سبتمبر 2016، أعلنت شركة القدرة على الحركة شركة موتابيليتي للعمليات المحدودة عن أرباح بعد الضريبة بلغت 130 مليون جنيه إسترليني صافية من التبرع المقدم إلى القدرة على الحركة (الجمعية الخيرية) بقيمة 45 مليون جنيه إسترليني. وفي عام 2021، بلغ التبرع 170 مليون جنيه إسترليني. في عام 2018، طعن مكتب التدقيق الوطني ولجنة برلمانية في عام 2019 في كيفية استخدام هذا الاستثمار الجديد، سواء من حيث احتياطياته (أكثر من 2.5 مليار جنيه إسترليني) ومكافآت المديرين التنفيذيين "عند مستويات قريبة من الحد الأقصى".
كما تقوم شركة القدرة على الحركة شركة موتابيليتي للعمليات المحدودة أيضًا بتحديد ومراقبة معايير الخدمة المقدمة من قبل شبكة الوكلاء وموردي التعديلات وشركة الأعطال وشركة التأمين. وتقوم شركة القدرة على الحركة شركة موتابيليتي للعمليات المحدودة أيضًا بالتفاوض بشأن الأسعار مع مصنعي المركبات على أساس ربع سنوي.
يتم توفير التأمين حصريًا من قبل شركة Direct Line القدرة على الحركة (منذ 1 سبتمبر 2023) التي لديها قسم القدرة على الحركة مخصص. تتطلب شركة Direct Line من أي شخص يرغب في أن يكون أحد السائقين الثلاثة المذكورين ألا يكون لديه أي موافقات أو ربما بعض الموافقات البسيطة على رخصة القيادة الخاصة به في السنوات الخمس الماضية. لقد زاد المبلغ الزائد عن أي مطالبات مؤخرًا ولكنه يظل تنافسيًا عند 100 جنيه إسترليني. يُسمح بسائق ثالث، ويخضع ذلك لبعض القيود على اختيار السيارة، ويمكن أن يشمل السائقون الإضافيون أي شخص من سن 17 عامًا فما فوق (وفقًا لمجموعة التأمين الخاصة بالسيارة للسائقين الذين تقل أعمارهم عن 25 عامًا) بشرط أن يعيشوا مع العميل المعاق. تتطلب إدانة القيادة تحت تأثير الكحول مرور خمس سنوات من تاريخ الإدانة لتكون مؤهلة للتأمين على سيارة القدرة على الحركة. في 1 سبتمبر 2023، حلت شركة Direct Line محل شركة RSA كمقدم تأمين لبرنامج القدرة على الحركة.
تعد شركة القدرة على الحركة شركة موتابيليتي للعمليات المحدودة مملوكة لأربعة بنوك مقاصة رئيسية، باركليز ومجموعة لويدز المصرفية وبنك إتش إس بي سي ومجموعة نات ويست. يتم إعادة استثمار أي فوائض بشكل مستمر في الأعمال أو التبرع بها لمؤسسة القدرة على الحركة الخيرية.
يتم توفير التعديلات وتجهيزها من قبل متخصصين مستقلين معتمدين لدى القدرة على الحركة.
يتقدم العملاء بطلباتهم عبر وكلاء السيارات الرئيسيين المعتمدين.
تم تشغيل مخطط الكراسي المتحركة والدراجات البخارية بواسطة الطريق 2 للموتابيليتي حتى يونيو 2010، عندما استحوذت عليه شركة القدرة على الحركة شركة موتابيليتي للعمليات المحدودة.

## الجدل
في 7 ديسمبر 2018، نشر مكتب التدقيق الوطني تقريره بشأن القدرة على الحركة والذي أيد العديد من الانتقادات لسياسة رواتب المسؤولين التنفيذيين والاحتياطيات. ووجدت أيضًا أن شركة موتابيليتي فرضت على العملاء أكثر من 390 مليون جنيه إسترليني أكثر من اللازم لتأجير السيارات على مدى السنوات العشر الماضية وأن الرئيس التنفيذي آنذاك كان مستحقًا لمزيد من المدفوعات تتجاوز تلك التي تم الكشف عنها بالفعل.
في عام 2018، وافق مايك بيتس، الرئيس التنفيذي لشركة القدرة على الحركة شركة موتابيليتي للعمليات المحدودة، على التنحي عن منصبه (في مايو 2020)، بعد أن تم الكشف عن أنه سيحصل على مكافأة قدرها 2.2 مليون جنيه إسترليني بالإضافة إلى حزمة راتبه البالغة 1.7 مليون جنيه إسترليني. في وقت سابق من عام 2018، وصف أعضاء البرلمان حزمة راتبه السنوية بأنها "غير مقبولة على الإطلاق".
في مارس 2025، تحدى النائب جيم أليستر الحكومة حول سبب تسجيل ما يقرب من نصف السيارات الجديدة في أيرلندا الشمالية من خلال هذا المخطط.

## روابط خارجية
- Official website of the Scheme
- القدرة على الحركة Annual Report 2006/07
- Disability Living Allowance